# Zofia Kielan-Jaworowska
Zofia Emilia Kielan-Jaworowska, née le 25 avril 1925 à Sokołów Podlaski et morte le 13 mars 2015 à Varsovie, est une paléontologue et paléobiologiste polonaise.

## Biographie
Elle est membre de la Résistance polonaise lors de la Seconde Guerre mondiale.
Diplômée de l'université de Varsovie où elle étudie auprès de Roman Kozłowski, dans les années 1960, elle réalise des missions de recherche dans le désert de Gobi en coopération avec la Mongolie. Elle a écrit un livre, In Pursuit of Early Mammals, sur ses expériences.
Elle est la première femme à siéger au comité de l'Union internationale des sciences géologiques.
Membre de l'Union internationale des sciences géologiques et travaillant à l'Académie polonaise des sciences, elle a reçu la médaille Romer-Simpson (en) en 1995 et le Prix de la Fondation pour la science polonaise (en) en 2005 pour son livre Mammals from the Age of Dinosaurs.